# Подрвањ
Подрвањ је насељено место у саставу општине Чавле у Приморско-горанској жупанији, Република Хрватска.

## Историја
До територијалне реорганизације у Хрватској налазио се у саставу старе општине Ријека.

## Становништво
На попису становништва 2011. године, Подрвањ је имао 461 становника.

## Попис1991.
На попису становништва 1991. године, насељено место Подрвањ је имало 374 становника, следећег националног састава:
| Попис 1991.‍  | Попис 1991.‍  | Попис 1991.‍ | Попис 1991.‍ | Попис 1991.‍ |
| ------------ | ------------ | ----------- | ----------- | ----------- |
|              |              |             |             |             |
| Хрвати       | Хрвати       |             | 346         | 92,51%      |
| Срби         | Срби         |             | 8           | 2,13%       |
| Југословени  | Југословени  |             | 3           | 0,80%       |
| Словенци     | Словенци     |             | 3           | 0,80%       |
| Италијани    | Италијани    |             | 2           | 0,53%       |
| Муслимани    | Муслимани    |             | 2           | 0,53%       |
| Мађари       | Мађари       |             | 1           | 0,26%       |
| Чеси         | Чеси         |             | 1           | 0,26%       |
| неопредељени | неопредељени |             | 3           | 0,80%       |
| регион. опр. | регион. опр. |             | 5           | 1,33%       |
| укупно: 374  |              |             |             |             |